# WWE Tough Enough
WWE Tough Enough (anciennement connue sous le titre de WWF Tough Enough) est une émission de téléréalité de catch professionnel, produite par la World Wrestling Entertainment (WWE), dans laquelle les participants concourent pour un contrat avec la fédération. Durant les trois premières saisons qui ont été diffusées sur la chaîne télévisée américaine MTV, il n'y avait seulement que deux vainqueurs. Une quatrième compétition a eu lieu en 2004, avec un unique vainqueur, qui a par la suite été intégré à SmackDown!. En octobre 2010, il est annoncé que USA Network, diffusant actuellement l'émission WWE Raw, diffuserait une nouvelle saison de Tough Enough. Cette nouvelle saison a débuté le 4 avril 2011, une journée après  WrestleMania XXVII,. Les trois premières saisons ont été coproduites par MTV, et la nouvelle saison par Shed Media,. Plusieurs rediffusions de l'émission sont diffusées sur Universal HD, Oxygen et G4.
John Hennigan, alias Johnny Morrison, et le vainqueur de la première saison, Maven Huffman, sont les deux seuls vainqueurs de l'émission Tough Enough à avoir gagné un championnat à la WWE. Hennigan gagne le ECW Championship, WWE Intercontinental Championship, et le WWE Tag Team Championship à de multiples occasions. Huffman, lui, gagne une fois le WWE Hardcore Championship. Christopher Nowinski, n'ayant pu gagner à Tough Enough, a également gagné le WWE Hardcore Championship. Mike Mizanin, à la seconde place du $1,000,000 Tough Enough et mieux connu sous le nom de The Miz, gagne à deux occasions les WWE Championship et United States Championship. Tous les deux, John Morrison et The Miz étaient devenus WWE Tag Team Champions, World Tag Team Champions, et deux fois vainqueurs du Slammy Award. Josh Lomberger, mieux connu sous le nom de Josh Mathews, est actuellement le seul concurrent à long terme dans tout le Tough Enough, signant finalement avec la WWE en 2002 et devenant annonceur et interviewer dans une variété d'émissions incluant Raw, SmackDown, Superstars, NXT et de la défunte ECW.
Cette émission a été relancée en 2015, ou il fallait envoyer sa participation via Youtube ou l'application Tough Enough, avec plus de 11 000 participants, et finalement une dizaine ont été retenus. [Quoi ?]
Elle commencera le 23 juin 2015 et se passera au Performance Center de la WWE. Cette saison a pris fin le 25 août 2015 par la victoire de Josh et Sara Lee.

## Participants ayant signé à la WWE
- The Miz (The Miz, perd en finale de la saison 4, catcheur à WWE Smackdown)
- Johnny Morrison (John Morrison, gagnant de la saison 3, catcheur à WWE Smackdown)
- Ariane Andrew (Cameron, éliminée en 1re de la cinquième saison, ancienne catcheuse de la WWE ) 
- Ivelisse Velez (Ancienne catcheuse NXT, catcheuse à la Lucha Underground)
- Christina Crawford (sœur de Alicia Fox, ancienne championne de la FCW, cheerleader)
- Andy Leavine (gagnant de la saison 5, est parti peu après sa signature avec la WWE)
- Mandy Rose (éliminée en finale de Tough Enough 2015, a signé peu après et a intégré WWE Total Divas, catcheuse à WWE Smackdown)
- ZZ (éliminé en finale de Tough Enough 2015)
- Sara Lee (gagnante de la saison 2015 de Tough Enough)
- Josh (gagnant de la saison 2015 de Tough Enough)
- The Velveteen Dream (éliminé au cinquième épisode de la saison 2015, ancien catcheur à la NXT)